# Hyophila leprieurii
Hyophila leprieurii là một loài Rêu trong họ Pottiaceae. Loài này được (Mont.) A. Jaeger mô tả khoa học đầu tiên năm 1873.